# Дамдинов, Алдар Валерьевич
Алда́р Вале́рьевич Дамди́нов (бур.  Дамдинов Валериин Алдар; род. 28 марта 1971 года, с. Хоринск, Хоринский район, Бурятская АССР, РСФСР, СССР) — российский государственный и политический деятель, ректор Бурятского государственного университета имени Доржи Банзарова. Депутат Государственной Думы Российской Федерации VII созыва, член фракции «Единая Россия», член комитета Госдумы по образованию и науке (2016—2021).

## Биография
В 1993 году окончил исторический факультет Бурятского ордена «Знак Почёта» государственного педагогического института им. Доржи Банзарова по специальности «история и социально-политические дисциплины». В 1996 году в Иркутском государственном университете защитил кандидатскую диссертацию, присвоена учёная степень кандидата исторических наук. Тема диссертации связана с историей российско-монгольских отношений.
С 1993 года начал работать ассистентом кафедры всеобщей истории БГПИ. С 1993 по 1996 год работал заместителем декана исторического факультета по воспитательной работе Бурятского государственного университета, с 1996 по 1998 год работал старшим преподавателем кафедры всеобщей истории. В 1999 году назначен заведующим кафедрой всеобщей истории, доцентом кафедры.
С 2000 по 2005 год А. В. Дамдинов работал директор-проректором Боханского филиала БГУ в Усть-Ордынском Бурятском автономном округе. С 2005 по 2007 год назначен на должность проректора БГУ по социальной работе и международным связям. 29 декабря 2007 года указом Президента Бурятии назначен на пост первого заместителя министра образования и науки Республики Бурятия. Ровно через год, 29 декабря 2008 года, Алдар Дамдинов становится министром образования и науки Республики Бурятия, сменив на этом посту Сергея Намсараева.
18 сентября 2016 года избран депутатом Государственной Думы Российской Федерации по одномандатному избирательному округу № 9, за него отдали свои голоса около 37 % пришедших на выборы избирателей.
В 2021 году, после окончания депутатского срока, был назначен исполняющим обязанности ректора Бурятского государственного университета имени Доржи Банзарова. К работе на новом месте приступил 19 октября 2021 года. 8 апреля 2022 года приказом Минобрнауки России был утверждён в должности ректора сроком на 5 лет.

## Санкции
6 марта 2022 года после вторжения России на Украину подписал письмо в поддержу российской агрессии. С 9 июня 2022 года находится под персональными санкциями Украины за поддержку войны. Также был внесён ФБК в список коррупционеров и разжигателей войны за поддержку нападения на Украину, 16 марта 2022 года форумом свободной России внесён в «Список Путина» с предложением введения против него международных санкций.

## Законотворческая деятельность
С 2016 по 2019 год, в течение исполнения полномочий депутата Государственной Думы VII созыва, выступил соавтором 15 законодательных инициатив и поправок к проектам федеральных законов.

## Награды и звания
- «Заслуженный работник образования Республики Бурятия» (2005)[7]
- «Заслуженный работник образования Усть-Ордынского Бурятского автономного округа» (2007)[15]
- Общественная награда за заслуги в укреплении монголо-российской дружбы (2022)[16]
- Юбилейная медаль Республики Бурятия «85 лет Победе на Халхин-Голе» (2025)[17]